# 新五四運動
新五四運動是指2018年5月4日由台大自主行動聯盟發起的捍衛大學自主活動， 是2018年國立台灣大學校長遴選事件的衍生事件。

## 過程
2018年5月1日，台大自主聯盟在傅鐘前舉辦國際記者會，發表「五一聲明」，公開召喚所有力挺大學自治的朋友們與所有台大人於5月4日星期五下午四時起，返校參與「捍衛大學自治：台大新校歌發表音樂會」活動；並號召在校師生集體罷課21分鐘，稱為「新五四運動」。
5月2日，台大自主聯盟正式將活動訴求定調為「捍衛大學自治，守護學術自由」。《聯合報》報導，台大校友、聯速科技執行長張凱鈞說，新五四運動有三點呼籲，包括校友捍衛母校；呼籲台大借調校友辭官回母校共赴校難；大學校園自治，也要求教育部部長吳茂昆下台，「台大遴選校長被如此糟蹋，何況接下來其他大學校長遴選」。
5月3日，台大發布聲明，表示「部分媒體報導台大師生將於5月4日罷課。由於本校為教學研究單位，教學研究為本務，雖然尊重師生表達意見的自由，但是維持學校教學研究正常運作的立場是明確的，因此校方並不支持罷課，亦未核准罷課的活動，僅核准場地借用。校園活動不應影響教學研究進行與師生安全。為免誤解，特此聲明。」稍晚，台大自主聯盟決定取消「罷課21分鐘」活動，改請師生4時21分直接在傅鐘集合。
5月4日當天稍早，台大再發出431字的聲明，申明學校教師兼任獨立董事須循校內程序辦理，在完備所有程序之前，需一段作業期，故同意溯自獨立董事聘期起始日生效係屬通例，教師得於「經核准之兼職期間」至營利事業兼職，依本校通例並非違法兼職。
活動從2018年5月4日下午4時21分傅鐘敲了21響後開始，有上千人聚集在傅鐘周圍，隨著主持人一齊怒喊「還我校長」、「守護大學自治」等口號，並向代理校長郭大維遞交陳情書，隨後則一路遊行至校門口，截至結束前估計約有數千人參與。
台大代理校長郭大維說，非常感謝所有老師同學對學校的愛護、關心，台大崇尚自由學風，校方也希望師生都能有好的、理性的意見表達，也希望大家在表達意見時候，務必小心安全。
發起人之一、國民黨台大黨部前幹部，政治系林汶郁表示，過去推動民主法治的民主進步黨崩壞到這種地步，查了3個月沒有證據，拍拍屁股就走，也罔顧無罪推定原則，竟說「現在抓不到，以後可能抓得到」。她表示，今天是台大，明天可能是成大、清大、政大等任何學校；因此不只為了台大、也不只為了高教，為了全台的民主，我們都要勇敢站出來。並公開販售印有「挺管用的」相關字樣之T恤及文宣品。
台大中文系二年級學生蕭智鈞表示，教育部拔管根本沒有正當性，政府官員有種站出來辯論，教授把他當掉、讓他退學都沒關係，考10年他也要考回台大，「但民主法治不能在這裡止步。」
台大中文系教授張蓓蓓表示，幾個月煎熬過去了，一直以為教育部最後會通過聘任案，沒想到4月27日「把我們對國家最後一絲薄弱的信任全摧毀」。她表示，管中閔不一定要當台大校長，但因為教育部粗暴破壞所有大學自主、校園自治的信念，「所以我們要說：非『管』不可、『管』定了、『管』到底！」
前台大校長李嗣涔說，今天他心情沉重，「沒想到過了100年我們還要過五四運動，因為現在的政府比民初的軍閥政府更可惡！」教育部繞了一大圈現在又回到獨董爭議，用這個理由拔管，簡直無法無天！希望校務會議支持遴委會、走法律途徑且不重啟遴選，並呼籲全國民眾為了自由民主綁上黃絲帶。
台大物理系主任張顏暉以喬治·奧威爾小說《動物農場》諷刺教育部與吳茂昆「只有豬可以去大陸講學21天，人不可以」、「只有豬可以兼獨董、當校長，人不可以」、「只有豬可以把學校專利申請當成自己的，人不可以」，最後說「希望這種『只有豬可以』的事，只會發生在《動物農場》，不會發生在我們深愛的台灣」、「我們不要『只有豬可以』的世界」。
前總統馬英九在場表示，適逢1919年（民國八年）五四運動九十九周年的紀念日，一周前教育部駁回台灣大學依法遴選的新校長管中閔教授，他以台大校友身分來到傅鐘前，繫上黃絲帶表達抗議，並聲援在台大靜坐一周的老師、同學及校友。但《自由時報》電子報版即時新聞報導，參加下午抗議的群眾，以台大校友為主，甚至只是插花民眾。
晚間，台大校門口舉辦晚會，超過三千名台大師生與校友手持燭光，將燭光在廣場拼出「愛台大」圖形，象徵「照亮台灣大學」。管中閔太太也低調現身，與多位好友站人群最後面，點燈支持大學自治校園民主。

## 他校響應
政大有五十多名教授發出「捍衛大學自主與學術自由」連署宣言，指「我們曾經保持沉默，但這不代表我們默認與漠視這些侵蝕大學自主與學術自由的胡作非為。」
成大約十五位現任老師、退休教職員成立「成大人校園自主行動聯盟」，5月4日上午十時於成大榕園，發動綁黃絲帶行動響應台大。同時也有學生到場抗議黃絲帶活動不代表成大全體師生意見，雙方發生口語衝突及推擠。
中部地區多所大學包括大葉大學、東海大學、中山醫大、中興大學、中洲科技大學、建國科大等30名學生，4日上午10時著黑衣集結在台中市市政公園前，為大學民主自治舉辦「告別式」。
美國大華府及巴城台灣大學校友會成員4日帶著「捍衛台灣民主法治」的黃絲帶，赴華府駐美代表處抗議教育部駁回台大準校長管中閔的遴選結果，並遞交致駐美代表高碩泰的抗議書。在大華府及巴城台灣大學校友會赴駐美代表處抗議前，清華大學校友會也前往抗議。

## 後續
5月6日，台大校方發出聲明表示，保護師生言論自由與受教權為台大一貫立場，意見的表達不應受各種形式之干擾；5月4日活動雖已結束，但事後仍然有不同言論之爭議及解讀，校方再次強調，所有校內活動，必須充分尊重彼此言論，不得影響教學、研究和危及師生安全與校園安寧。台大聲明指出，該校再度表達校方維護師生安全之立場，也呼籲大家應該理性和平且尊重不同聲音的表達。